# لئونیداس ۲۷۸۲
سیارک ۲۷۸۲ (به انگلیسی: 2782 Leonidas، نامگذاری:2605P-L) دو هزار و هفتصد و هشتاد و دومین سیارک کشف شده‌است که در ۲۴ سپتامبر ۱۹۶۰ کشف شد.
قدر مطلق سیارک برابر ۱۳٫۶۰ است.